# Moraine
Moraine és una població dels Estats Units a l'estat d'Ohio. Segons el cens del 2000 tenia 6.897 habitants.

## Demografia
Segons el cens del 2000, Moraine tenia 6.897 habitants, 2.855 habitatges, i 1.818 famílies. La densitat de població era de 293,6 habitants per km².
Dels 2.855 habitatges en un 32,2% hi vivien nens de menys de 18 anys, en un 44% hi vivien parelles casades, en un 14,5% dones solteres, i en un 36,3% no eren unitats familiars. En el 29,2% dels habitatges hi vivien persones soles el 6,8% de les quals corresponia a persones de 65 anys o més que vivien soles. El nombre mitjà de persones vivint en cada habitatge era de 2,38 i el nombre mitjà de persones que vivien en cada família era de 2,94.
Per edats la població es repartia de la següent manera: un 25,4% tenia menys de 18 anys, un 10,4% entre 18 i 24, un 34,3% entre 25 i 44, un 19,7% de 45 a 60 i un 10,3% 65 anys o més.
L'edat mediana era de 32 anys. Per cada 100 dones de 18 o més anys hi havia 96,1 homes.
La renda mediana per habitatge era de 34.341 $ i la renda mediana per família de 41.792 $. Els homes tenien una renda mediana de 35.133 $ mentre que les dones 23.994 $. La renda per capita de la població era de 16.880 $. Aproximadament el 6,8% de les famílies i el 9,6% de la població estaven per davall del llindar de pobresa.

## Poblacions més properes
El següent diagrama mostra les poblacions més properes.